# Étangs de La Minière
Les étangs de La Minière sont situés dans la vallée de la Bièvre à Guyancourt dans les Yvelines.

## Géographie

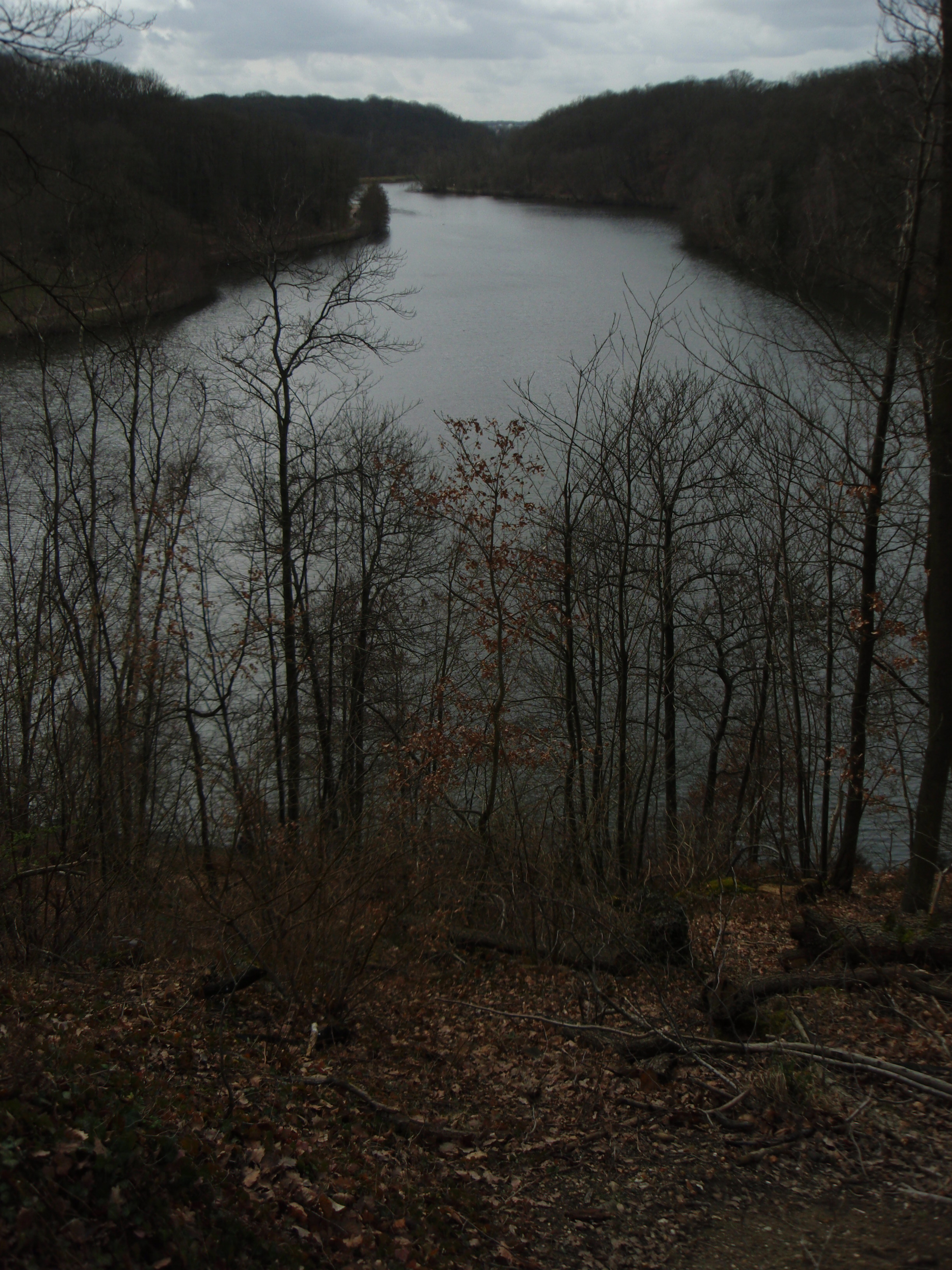
Vue sur la vallée de la Bièvre depuis le sommet du ravin de Bouviers à proximité de la batterie du Ravin-de-Bouviers.

Les étangs de La Minière sont constitués de plusieurs plans d'eau : l'étang Braque, l'étang du Moulin à Renard, l'étang de La Minière et l'étang du Val d'Or. L'étang Braque et l'étang du Moulin à Renard se confondent à hauteur du Bois Robert.
Ces étangs sont insérés dans la forêt de Versailles, vaste forêt domaniale de 1 057 hectares. Ils présentent une superficie globale de 25 hectares à une altitude moyenne de 110 mètres et une profondeur maximum de 15 mètres. La source de la Bièvre se situe en amont des étangs, dans le hameau de Bouviers tout proche. La Bièvre, après un parcours de 32,8 kilomètres, se jette dans la Seine à Paris.
Jusqu'au XVIIe siècle, les terrains en aval de la source de la Bièvre étaient des zones marécageuses. La carte de Cassini ne mentionne pas les étangs ; seul le tracé de la Bièvre apparaît. Un premier étang, dénommé étang de La Minière, apparait sur le plan d'intendance (appartenant au cadastre de Bertier de Sauvigny) de la paroisse de Guyancourt en 1787.
Les étangs seront créés au fil du temps, le premier par Colbert pour alimenter le parc de Versailles. Les problèmes de l'envasement des étangs et de l'entretien des berges et des digues sont permanents. Par exemple en 1819, le Conseil de Salubrité de Paris, présidé par le Préfet, confie une étude à Monsieur Pariset afin de rechercher les causes des basses eaux permanentes de la Bièvre dans Paris. Celui-ci indique dans son rapport : « On ne peut nier que, dans ses parties supérieures, le lit de la Bièvre ne soit fort négligé. Depuis sa première source jusqu'au village de Buc, […] ce lit est bourré d'une prodigieuse quantité d'herbages grossiers et parasites, qui consomment par leur végétation un volume d'eau considérable. […] dans toute la vallée du Moulin-Renard, il y a des portions de terrain noyées, des fondrières, des marais, où l'eau qui les forme séjourne en pure perte. […] par les crevasses qui se sont faites dans les berges, l'eau fuit de son lit […]. »
Les trois étangs colinéaires actuels ont été créés par l'ingénieur des Eaux & Forêts Paul Kerjean (ONF) entre 1960 et 1965. Ceux-ci ont permis la création des étangs dans leur configuration actuelle, bassins de retenue des eaux pour absorber les crues lors de pluies importantes, du fait de l'urbanisation des terres agricoles en amont.
Après les étangs de La Minière, la Bièvre poursuit son cours vers la commune de Buc en se jetant dans l'étang de la Geneste situé sur son territoire.

## Histoire

### Dénomination de la Bièvre et des étangs

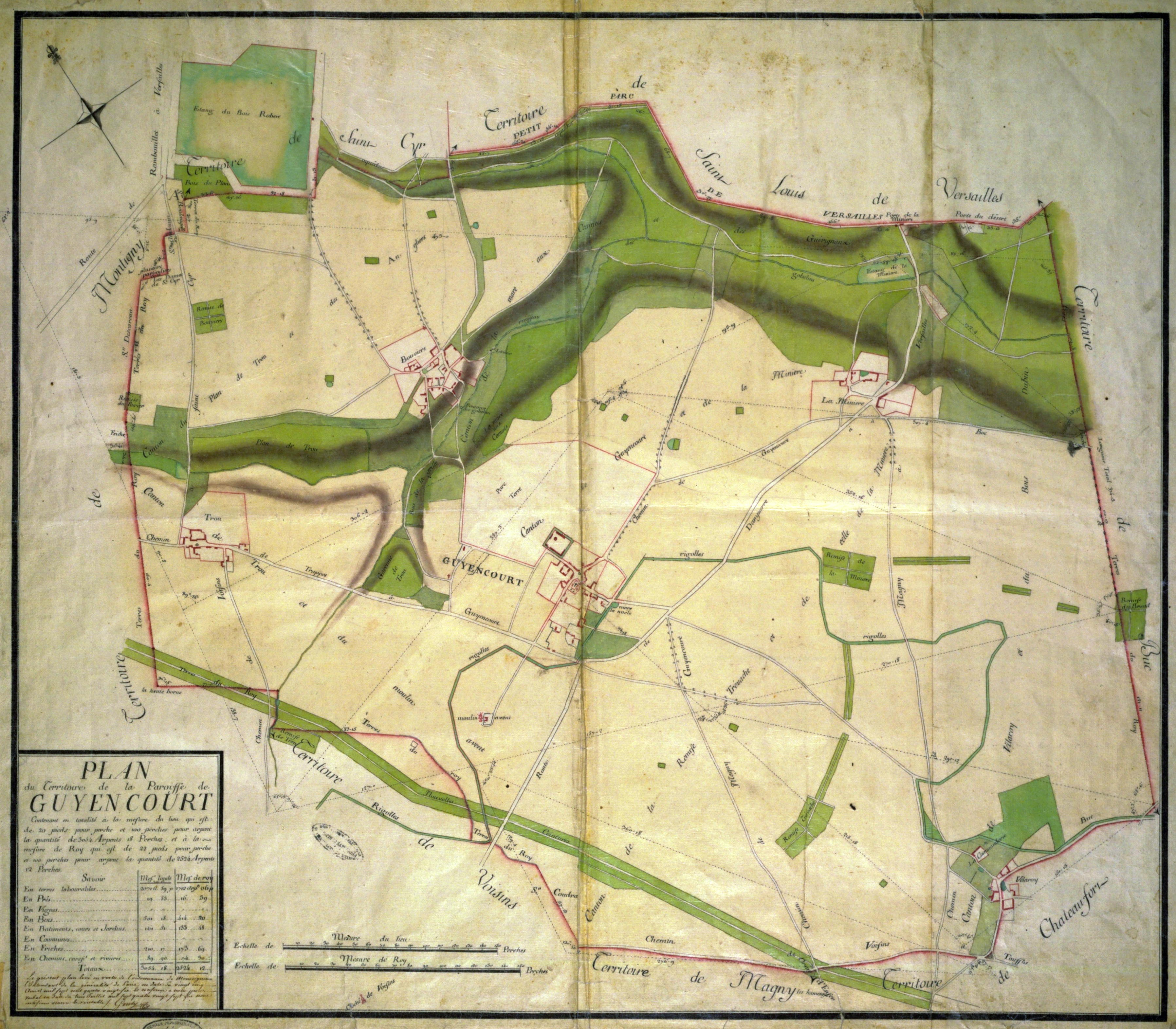
Plan d'intendance de 1787.

La Bièvre traverse les étangs de La Minière. Il existe au moins deux explications sur l'origine sur la dénomination de la Bièvre. La première se réfère aux bièvres, ancien nom français du castor (cf. beaver en anglais), que l'on fait remonter soit au celte gaulois bebros, soit au latin fiber. La seconde se réfère au fait que beber signifie aussi « de couleur brune », comme ses eaux.
Quant aux bièvres, qui, jusqu'à leur disparition à partir des XIIe – XIIIe siècles, ont peuplé les marais de Guyancourt comme tous les autres milieux ripicoles d'Eurasie, ils en sont peut-être bien les créateurs, car tous les castors, européen et américain, modifient leur environnement en construisant des barrages végétaux qui retiennent les sédiments et causent l'inondation des zones adjacentes : nombreux sont les marais créées par eux dans notre géographie. Il est possible que le « déluge du faubourg Saint-Marcel » des 8 et 9 avril 1579 soit dû à la rupture naturelle de tels barrages par l'érosion, à la suite de la disparition des bièvres.
Quoi qu'il en soit, la rivière, sur le plan d'intendance de 1787, apparaît sous le nom de « ruisseau des Gobelins ».
Les dénominations des étangs ont elles diverses origines. L'étang du Val d'Or n'a rien à voir avec les orpailleurs, il se dénommait dans un premier temps « étang Duval » puis du Val et enfin du Val d'Or en rapport avec le blé moulu dans le moulin selon Roland Nadaus ou selon l'historien Édouard Stephan en rapport avec le charme des lieux. L'étang du Moulin à Renard justement, moulin qui appartenait à un certain Régnard qui s'est transformé en Renard. Enfin Germain Braque, seigneur de Guyancourt en 1443 a laissé son nom au troisième étang.

### Création des étangs
Le premier étang de la Minière a été créé en 1668, à l'initiative de Jean-Baptiste Colbert. L'étang de La Minière fait partie d'un dispositif général pour alimenter en eau le parc de Versailles, ce sera la rivière du Roi Soleil. Les eaux de l'étang de La Minière seront montées au sommet du plateau de Satory par des moulins à vent successifs munis de chaînes à godets. Puis de Satory, l'eau sera acheminée à proximité de l'actuelle pièce d'eau des Suisses. En 1689, l'eau ne sera plus puisée depuis l'étang du Val, d'autres alimentations ayant été créées compte tenu de l'augmentation des besoins des eaux de Versailles : l'étang de Saint-Quentin et son aqueduc d'acheminement souterrain et l'aqueduc de Buc qui amène les eaux du plateau de Saclay par un réseau de rigoles. Les moulins à vent sont démontés. Il reste simplement le moulin de l'étang du Val. Ce dernier ne sera abandonné que vers 1750.
En 1807, un nouveau moulin est construit sur l'étang du Val. C'est un fabricant de papier qui s'installe dans la vallée. Puis ce même moulin évoluera pour fabriquer de l'huile, des engrais, moudre du blé et de l'orge….

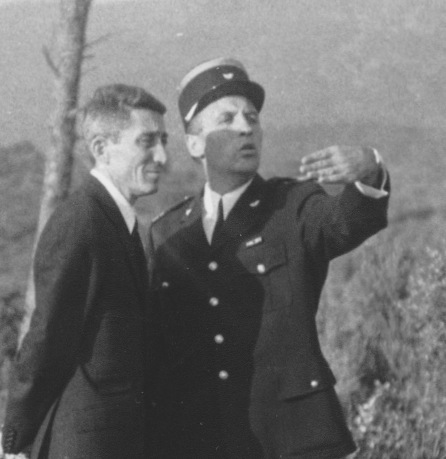
Paul Kerjean (à droite) et Bernard Pons, secrétaire d'État à l'Agriculture en 1969.

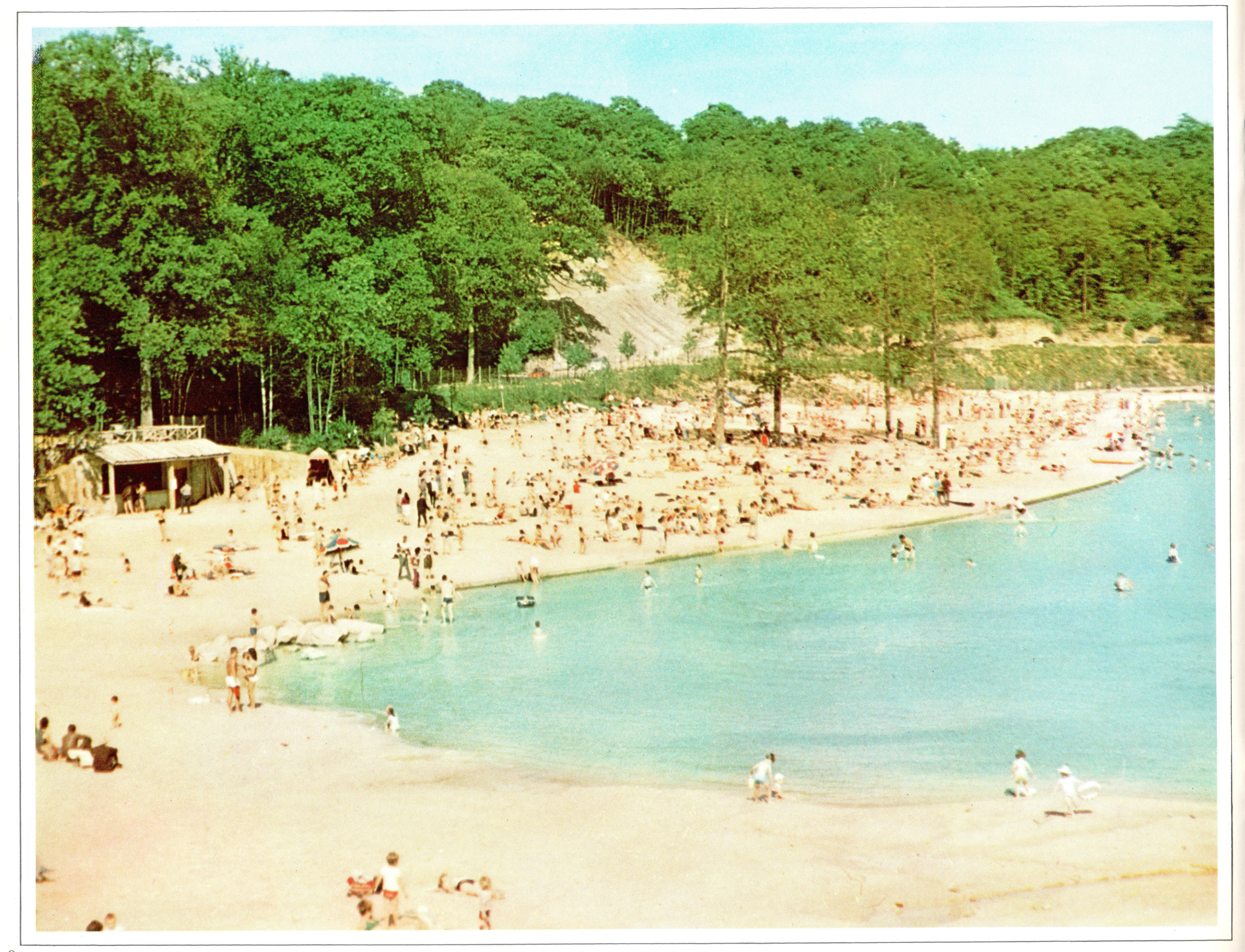
Le centre nautique des étangs de La Minière dans les années 1960.

En 1960, à l'emplacement des actuels étangs, se trouvaient des marécages entourés de broussailles impénétrables où pullulaient les moustiques et les grenouilles. Contre les partisans de la « forêt-cathédrale », l'ingénieur des Eaux & Forêts Paul Kerjean - 37 ans - voulait ouvrir la forêt aux habitants de la région. En barrant le cours de la Bièvre avec des digues de terre, en profitant de la dénivellation, il eut l'idée d'aménager trois étangs artificiels colinéaires. Paris était alors un vaste chantier souterrain. Partout on ouvrait d'immenses saignées pour les autoroutes et les boulevards périphériques. On creusait des parkings et les immeubles avaient trois, quatre ou cinq sous-sols. Paul Kerjean imagina d'ouvrir la vallée de la Bièvre aux entrepreneurs qui ne savaient pas où mettre leurs matériaux de déblaiement. Chaque mètre-cube devait acquitter un droit de 1,75 franc. En quelques mois, les camions déchargèrent 400.000 mètres-cubes de terre sur les marécages et l'ingénieur pouvait réaliser son plan. Enfin les premiers crédits d'État arrivèrent, peu de temps avant l'inauguration en juin 1965 par le directeur général de l'Office National des Forêts.
« Scintillantes à travers les arbres, une, deux, trois taches claires. Trois lacs, écrit un journaliste dans le Paris Match N° 1059 du 23 août 1969. Comment est né « Paris-sur-Plage ». Des voiles, des rameurs. Les enfants jouent sur une immense plage de sable très blanc et très fin. Du vert sombre des feuillages, au bord de l'eau, on entend les exclamations des pêcheurs. Le vent apporte de la musique au manège. Une troupe de cavaliers passe…. Cet endroit de rêve sous la canicule est né de la passion, de l'obstination et de la ruse d'un ingénieur des Eaux & Forêts. » Le centre nautique accueillait plus de 100.000 visiteurs chaque année.
Une promotion à la Direction générale de l’ONF, puis dans le Var, éloigna Paul Kerjean de cette réussite. La plage de l'étang intermédiaire fut fermée dix ans plus tard « pour des raisons de sécurité ». Aujourd'hui les voiliers ont disparu sur le premier lac et les pêcheurs sont peu nombreux autour du troisième. Alain Kerjean, fils aîné du créateur visionnaire, perpétue la mémoire de « Paris-sur-Plage ».

### La vallée des étangs de La Minière

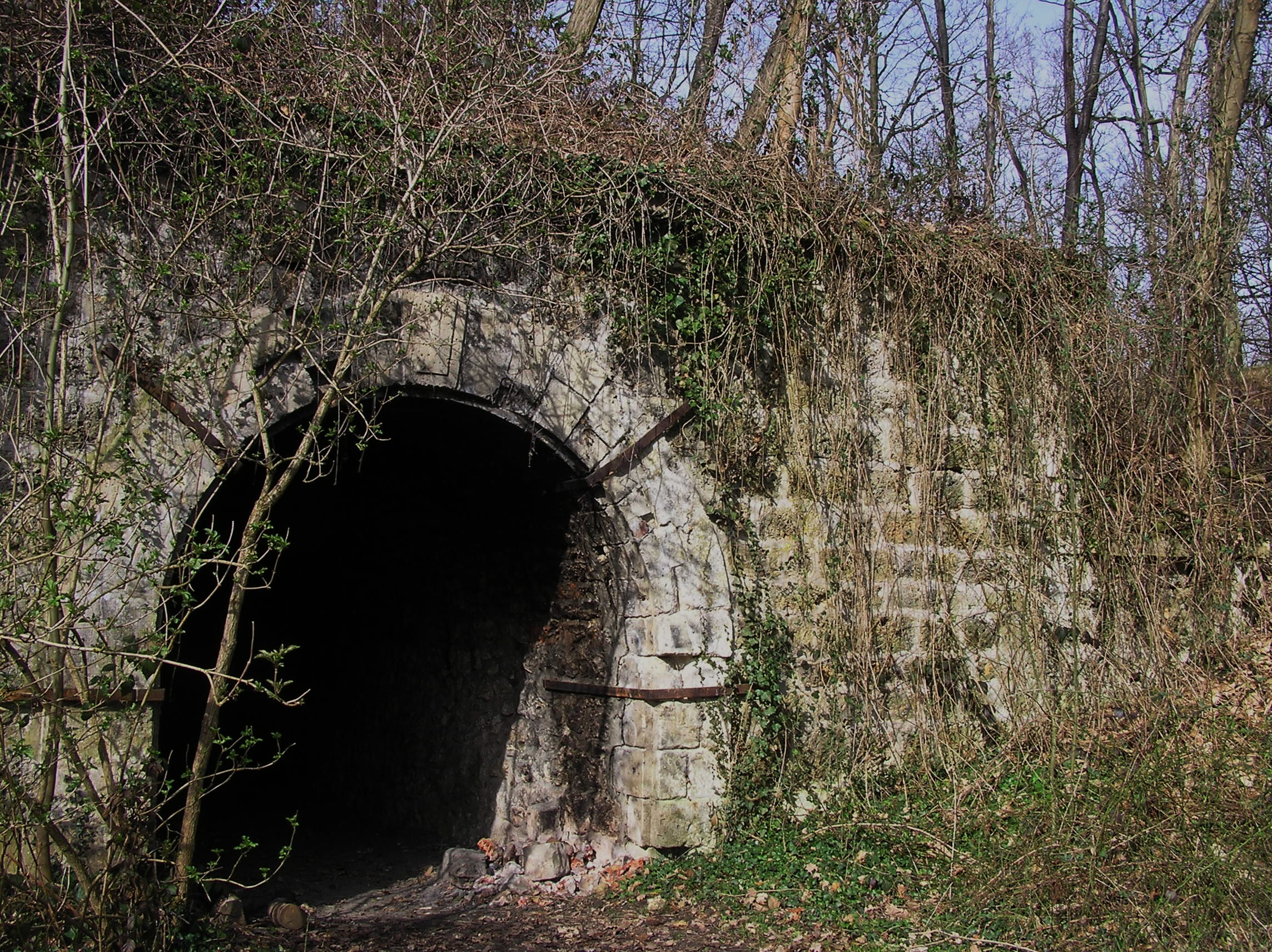
La batterie du Ravin-de-Bouviers.

Toujours sur ce plan d'intendance de 1787, on retrouve marqué d'un trait rouge, le tracé du mur du Grand Parc de Versailles, situé dans la forêt pas très loin des étangs actuels. En effet, le parc du château de Versailles s'étendait sur 8000 hectares avant la Révolution (815 aujourd'hui). Il existait deux portes en ces lieux : la porte de La Minière et la porte du Désert. On retrouve toujours dans le bois des traces du mur mais aussi des bornes marquées de la fleur de Lys.
En 1879, la batterie du Ravin-de-Bouviers a été construite sur le plateau de Satory au-dessus du ravin de Bouviers à la limite du territoire de Guyancourt. Elle était destinée à contrôler le passage des troupes sur le plateau.
Aujourd'hui, la vallée de la Bièvre est protégée par un site inscrit depuis le 4 mai 1972 et un site classé depuis le 7 juillet 2000 grâce à un décret signé par la ministre Dominique Voynet. Toutefois, malgré l'opposition des élus locaux et des associations de défense de l'environnement, une partie de ces espaces n'a pas été classée afin de permettre le passage ultérieur d'une voie de grande circulation.

## Nature et tourisme

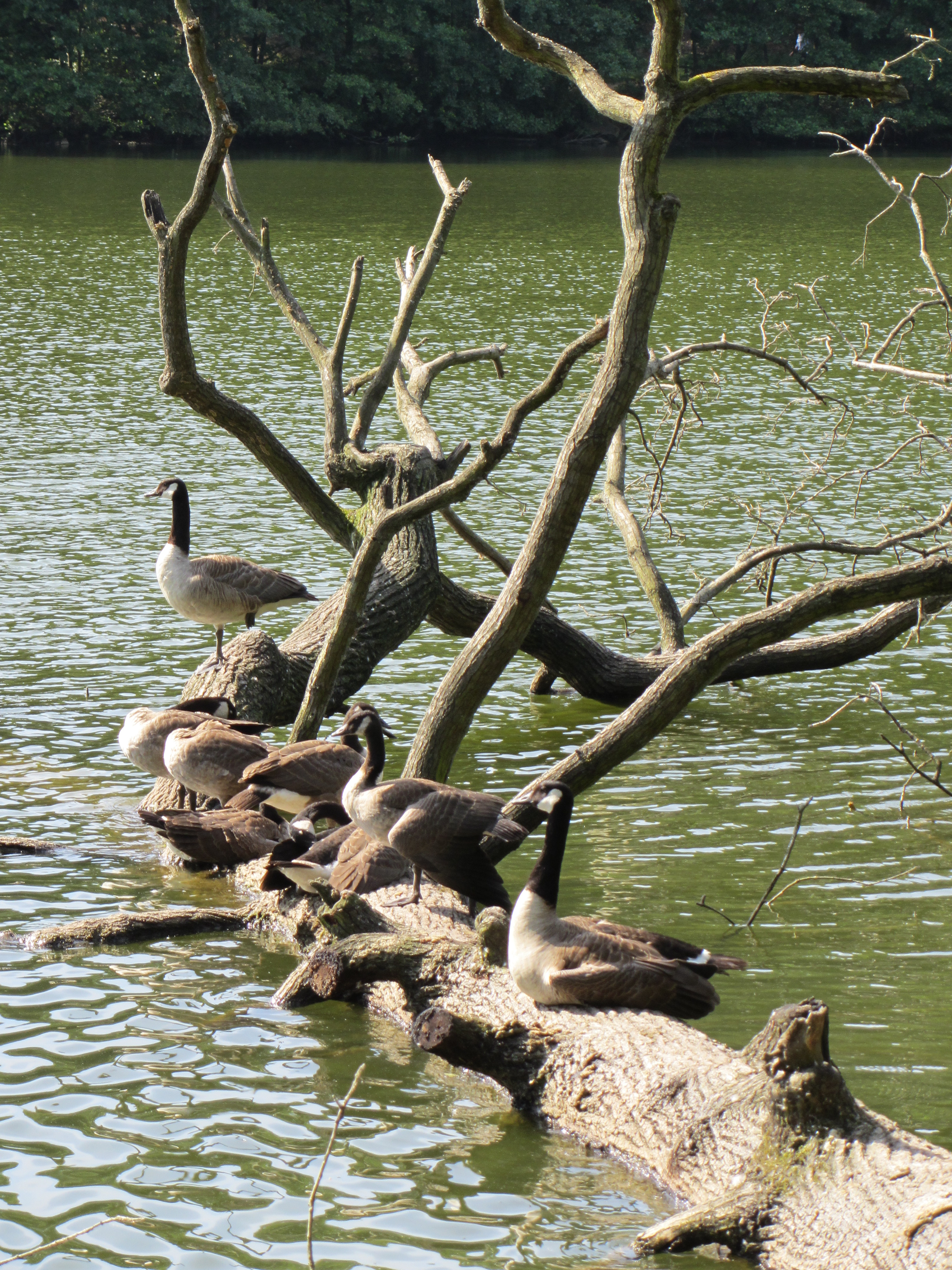
Bernaches du Canada sur l'étang du Moulin à Renard

Aujourd'hui, les berges des étangs de La Minière sont gérées par l'Office national des forêts (ONF). La route forestière des sources de la Bièvre, permet de longer la berge de l'étang du Val d'Or. Par contre la route opposée, dénommée la route de la Fontaine blanche et les chemins autour des étangs du Moulin à Renard et Braque sont réservés aux piétons ou deux roues.
Les étangs de La Minière représentent un site naturel important par la variété de son avifaune aquatique. Un centre nautique a été créé en 1964. Des activités de baignade, voile, pédalo, pêche… y étaient pratiquées. La baignade fut interdite en 1975.
- Les étangs du Moulin à Renard et Braque d'une superficie de 15 hectares furent utilisés par un club de voile. Depuis 2007, cette activité a été arrêtée, et toute navigation et baignade y a été désormais interdite, afin de rendre cet espace à la flore et la faune. Le chemin qui fait le tour des étangs est très fréquenté par les joggeurs et les amateurs de VTT.
- L'étang du Val d'Or d'une superficie de 5 hectares est, quant à lui, le paradis des pêcheurs : goujons, truites arc en ciel, gardons…
- L'étang de La Minière, totalement protégé par une clôture, est réservé aux animaux et aux végétaux. Il est devenu un étang / marais classé en réserve naturelle, interdite au public.

### Personnages célèbres
- Pierre Curie (15 mai 1859 à Paris - 19 avril 1906 à Paris) a écrit à propos de ses promenades à La Minière, dans sa jeunesse : « Oui, je me souviendrai toujours avec reconnaissance du bois de la Minière ! C'est de tous les coins que j'ai vus, celui que j'ai le plus aimé et où j'ai été le plus heureux. Je partais souvent le soir, et je remontais la vallée, je revenais avec vingt idées en tête… »[14],[15]. Lui et son épouse, Marie Curie, pionniers de l'étude des radiations, reçurent le prix Nobel de physique en 1903, avec Henri Becquerel.